# Antonín Schauer
Antonín Schauer (8. ledna 1864 Klatovy – 19. listopadu 1940 Praha) byl rakouský a český právník a politik, na počátku 20. století poslanec Českého zemského sněmu.

## Biografie
Pocházel z maloměstské rodiny. V roce 1881 maturoval na gymnáziu v rodných Klatovech, studoval pak práva na Univerzitě Karlově v Praze, kde roku 1887 získal titul doktora práv. Profesí byl právník. Publikoval odborné právní studie. V letech 1886–1887 pracoval v soudnictví. Od roku 1888 působil v pražské advokátní kanceláři G. Neumanna, která zastupovala Živnostenskou banku. Od roku 1893 měl vlastní advokátní kancelář. Zastupoval mj. město Praha, například v takzvané rourové aféře roku 1909, nebo pražskou a českobudějovickou obchodní a živnostenskou komoru v jejich jazykové soudní při u říšského soudu roku 1917. Od roku 1899 zasedal po 35 let ve vedení pražské advokátní komory a působil jako zkušební komisař při advokátských a soudcovských zkouškách.
V roce 1905 mu bylo nabídnuto místo dvorního rady u správního soudního dvora ve Vídni, ale odmítl to. Krátce poté se zapojil do zemské politiky. Poté, co rezignoval poslanec Ferdinand Pantůček, byl Schauer v doplňovacích volbách roku 1906 zvolen do Českého zemského sněmu v kurii městské, obvod Jičín, Nový Bydžov. Mandát obhájil za týž obvod i v řádných volbách v roce 1908. Politicky se uvádí coby člen mladočeské strany. Na sněmu vedl komisi pro obecní a okresní záležitosti a předložil roku 1908 návrh na řešení používání obou zemských jazyků na úřadech a soudech. Kvůli obstrukcím se ovšem sněm ve svém plénu po roce 1908 fakticky nescházel.
Počátkem roku 1918 patřil mezi signatáře Tříkrálové deklarace, v které se česká politická reprezentace vyslovila pro posílení práv Čechů. Za první republiky byl členem Československé národní demokracie. V letech 1929–1930 působili Schauer a Vilém Pospíšil coby arbitři ve sporu mezi ministrem zahraničních věcí Edvardem Benešem a Karlem Kramářem. Spor vyvolal Kramářův verbální útok na Beneše během sjezdu národní demokracie. V roce 1934, kdy se národní demokracie sloučila s dalšími menšími nacionalistickými subjekty do Národní sjednocení, patřil Schauer mezi skupinu umírněných národních demokratů, kteří na protest proti této alianci stranu opustili.
Zastával i významné hospodářské funkce. V letech 1908–1930 byl členem správní rady Pražské úvěrové banky (od roku 1932 předsedou správní rady) a předsedou správní rady Anglo-československé banky. Od roku 1914 až do roku 1925 byl také členem vedení Zemské banky (od roku 1916 coby zástupce jejího generálního ředitele), předseda správní rady Pražských měďáren, kabeloven a elektrotechnických závodů Křižík a. s., předseda správní rady Českomoravské akciové pojišťovny pro živnosti, obchod a průmysl, 22 let členem a místopředsedou správní rady firmy Fr. Odkolek, akciová společnost parní mlýn a továrna na chléb, Vysočany, člen správní rady Českomoravských strojíren, akciová společnost a správním radou závodů Ringhoffer-Tatra a. s.
Byl třikrát ženat. S první manželkou Johannou, rozenou Pflanzerovou (+1905), počal 2 syny (JUDr. Jaromír Schauer, advokát v Praze, MUDr. Miloslav Schauer, obvodní lékař v Klatovech), s druhou manželkou Marií, rozenou Totzerovou (+1922), počal také 2 syny (JUDr. Antonín Schauer ml., advokát v Praze, JUDr. Jiří Schauer, advokát v Praze), třetí manželství s Milenou, rozenou Maternovou, ovdovělou Breyovou, bylo bezdětné. Jeho bratr František Schauer byl majitelem hospodářství v Klatovech. Město Klatovy udělilo Antonínu Schauerovi čestné občanství. Zemřel v 19. listopadu 1940 ve svém bytě v Praze na Florenci. Pohřben byl 23. listopadu 1940 do rodinné hrobky na Olšanských hřbitovech.